# 市川正和
市川 正和（いちかわ まさかず、1947年6月2日 - ）は、日本の実業家。日野自動車株式会社相談役・元代表取締役会長。

## 人物
1966年、海城高等学校卒業。1971年、上智大学経済学部卒業後、日野自動車工業株式会社（現・日野自動車株式会社）に入社。その後、執行役員、常務執行役員、専務執行役員、取締役副社長、代表取締役副会長等を経て、2013年、同社代表取締役会長に就任。2017年、同社代表取締役会長から退任し、同社相談役に就任。

## 略歴
- 1971年、上智大学経済学部卒業後、日野自動車工業株式会社（現・日野自動車株式会社）入社
- 2001年、同社執行役員
- 2002年、同社常務執行役員
- 2004年、同社専務執行役員
- 2008年、同社取締役副社長
- 2012年、同社代表取締役副会長
- 2013年、同社代表取締役会長
- 2017年、同社相談役